# Bērstele

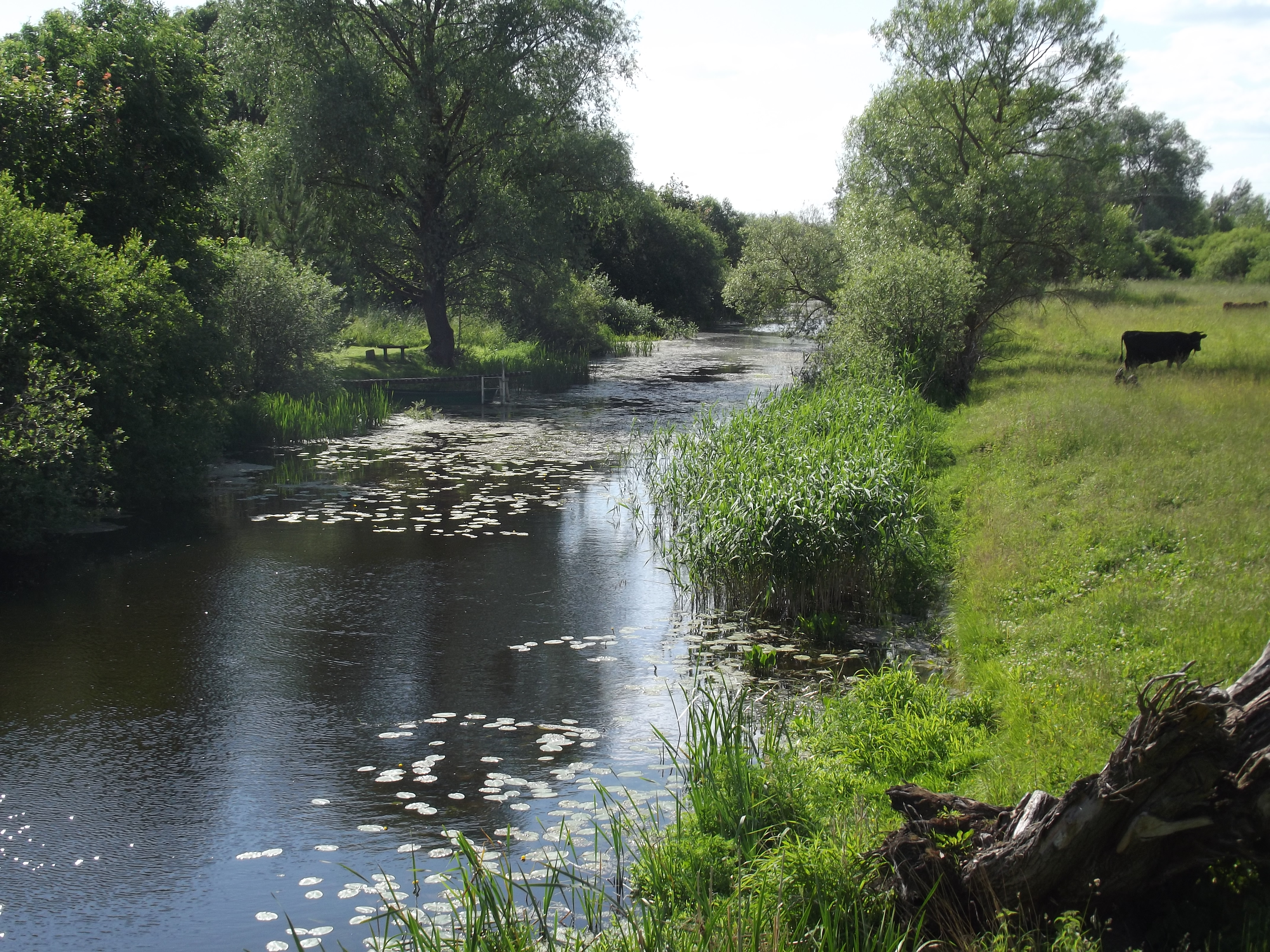
Beržtalis à Žeimelis.

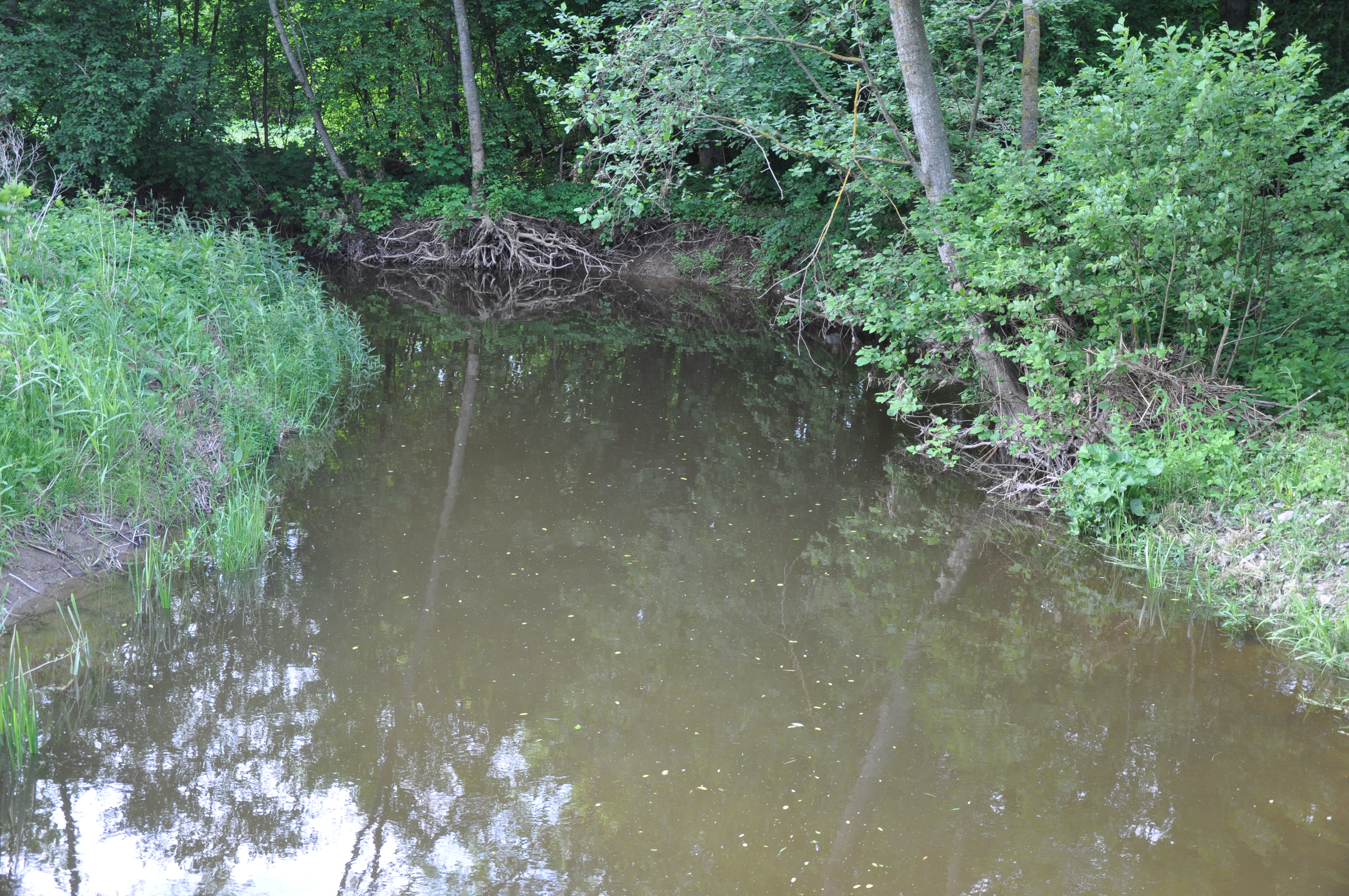
Berstele à Rundale

La Bērstele (en lituanien : Beržtalis, en polonais : Bersztel), est une rivière dans le nord de la Lituanie (municipalité du district de Pakruojis) et le sud de la Lettonie (Rundāles novads). Son nom est dérivé du mot letton birzstala [la boulaie]. Sa longueur est de 53 km, dont 12 km sur le territoire de la Lettonie et 41 km sur le territoire de la Lituanie. La rivière traverse les localités de Triškoniai, Steigviliai, Žeimelis, Vileišiai, Baltausiai, et Geručiai en Lituanie, et Mazberstele, Pilsrundāle en Lettonie.
Ses affluents sont la Kerkšnis et la Piktakmenis, les deux à droite (en Lituanie). Elle se jette dans l'Īslīce au niveau de Pilsrundāle
Le lit est peu profond. La rivière se dessèche souvent en été.